# Resolution 435 des UN-Sicherheitsrates
Am 29. September 1978 rief der Sicherheitsrat der Vereinten Nationen in der Resolution 435 zum Rückzug der illegalen Verwaltung Südafrikas in Südwestafrika auf. Die Macht sollte dem Volk von Namibia mit Hilfe der UNO übertragen werden. Dabei wurde auf die Resolution 385 des UN-Sicherheitsrates vom 30. Januar 1976 Bezug genommen. 
Die Resolution wurde auf der 2087. Sitzung des Sicherheitsrats mit 12 Stimmen ohne Gegenstimme verabschiedet. Die Tschechoslowakei und die UdSSR enthielten sich der Abstimmung, China nahm daran nicht teil. Der US-Außenminister Cyrus Vance ließ verlautbaren, dass nun alle Hindernisse für eine UN-Beobachtermission zu den Wahlen Namibias im April 1979 beseitigt wären.
Am 19. März 1989 konnte SWAPO-Präsident Sam Nujoma ein Waffenstillstandsabkommen mit Südafrika unterschreiben, das den Weg für die Umsetzung der UN-Resolution 435 ebnete.